# Четиль Андре Омодт
Четиль Андре Омодт (норв. Kjetil André Aamodt) — норвезький гірськолижник, чотириразовий олімпійський чемпіон.
Омодт — єдиний гірськолижник, який здобув 8 олімпійських медалей. Крім того, він 5 разів перемагав на чемпіонатах світу й виграв 21 змагання із заліку Кубка світу. Він змагався у всіх дисциплінах гірськолижного спорту і є одним із 5 гірськолижників, які вигравали етапи Кубка світу в усіх із них. Загалом на його рахунку 20 медалей чемпіонатів світу й олімпіад, що є абсолютним рекордом.
Омодт оголосив про завершення спортивної кар'єри 6 січня 2007. У 2003 у нього з дому злодії украли 19 медалей. Після того, як  Омодт оголосив про припинення кар'єри, медалі повернули.

## Перемоги у Кубку світу

### За підсумками сезону
| Сезон | Дисципліна              |
| ----- | ----------------------- |
| 1993  | супергігантський слалом |
| 1993  | гігантський слалом      |
| 1943  | загальний залік         |
| 1994  | гірськолижна комбінація |
| 1997  | гірськолижна комбінація |
| 1999  | гірськолижна комбінація |
| 2000  | слалом                  |
| 2000  | гірськолижна комбінація |
| 2002  | гірськолижна комбінація |

### На окремих етапах
| Дата              | Місце        | Дисципліна              |
| ----------------- | ------------ | ----------------------- |
| 15 березня 1992   | Аспен        | супергігантський слалом |
| 28 листопада 1992 | Сестрієре    | гігантський слалом      |
| 7 березня 1993    | Аспен        | супергігантський слалом |
| 21 березня 1993   | Квітф'єлль   | супергігантський слалом |
| 23 березня 1993   | Оппдаль      | гігантський слалом      |
| 26 березня 1993   | Оре          | супергігантський слалом |
| 27 березня 1993   | Оре          | слалом                  |
| 11 січня 1994     | Гінтерштодер | гігантський слалом      |
| 29 січня 1994     | Шамоні       | швидкісний спуск        |
| 30 січня 1994     | Шамоні       | гірськолижна комбінація |
| 19 березня 1994   | Вейл         | гігантський слалом      |
| 7 березня 1996    | Квітф'єлль   | супергігантський слалом |
| 14 січня 1997     | Адельбоден   | гігантський слалом      |
| 25 січня 1998     | Кітцбюель    | гірськолижна комбінація |
| 24 січня 1999     | Кітцбюель    | гірськолижна комбінація |
| 9 січня 2000      | Шамоні       | гірськолижна комбінація |
| 16 січня 2000     | Венген       | слалом                  |
| 23 січня 2000     | Кітцбюель    | гірськолижна комбінація |
| 13 січня 2002     | Венген       | гірськолижна комбінація |
| 20 січня 2002     | Кітцбюель    | гірськолижна комбінація |
| 19 січня 2003     | Венген       | гірськолижна комбінація |